# Heteropoma turritum
Heteropoma turritum é uma espécie de gastrópode  da família Assimineidae.
É endémica de Guam.